# Fortalezas de Pambamarca
Pambamarca es un complejo arqueológico con numerosos restos de pucarás y otras construcciones incas y cayambes.  Las fortalezas fueron construidas a finales del siglo XV en el marco de la conquista incaica de los cayambes, los cuales se oponían a su expansión por los Andes del actual norte del Ecuador.  Las fortalezas de Pambamarca están localizadas en cantón Cayambe en la provincia de Pichincha, aproximadamente 32 kilómetros al noroeste de la ciudad de Quito.    
En 1998, el complejo Pambamarca fue colocado en la Lista  Provisional de sitios de Patrimonio de la humanidad UNESCO .

## Facciones beligerantes

### Caranquis
En el siglo XV, las personas que habitaban las al norte de Quito estuvieron organizadas en varios señoríos o cacicazgos, aparentemente similares en lengua y cultura pero competitivos entre sí y frecuentemente involucrados en guerras internas. Los más prominentes eran el señorío Caranqui, el señorío Cayambe, el de Otavalo, y el de Cochasquí.  País Caranqui es el nombre colectivo a menudo utilizado para describirlos a todos ellos, a pesar de que el señorío Caranqui puede no haber sido el más poderoso de ellos. Se estima que la población pre-Inca del País Caranqui fue de entre 100 000 y 150 000 personas. Fue principalmente el señorío Cayambe el cual enfrentó a los Incas en las Fortalezas de Pambamarca.

### Incas
El emperador futuro Túpac Yupanqui (quien reinó entre c. 1471 y 1493) habría empezado la conquista de actual Ecuador en la década de los 1460s. A pesar de haber encontrado una resistencia férrea por parte de los Cañari, logró extender sus dominios tan al norte como la ciudad de Quito.  Su hijo Huayna Cápac (quien reinó entre 1493 y 1525) pasó casi todo su reinado completando la conquista del norte del Ecuador, la primera barrera importante para tal proyecto era la defensa de los Cayambis en las faldas de Monte Pambamarca.
Aparentemente, la lucha por Pambamarca  duró varios años y acabó con la victoria inca, posiblemente alrededor del 1505.  Tras la cual, los Incas procedieron con la conquista del norte del Ecuador, consiguiendo una victoria final sobre el Caranqui en la laguna de Yahuarcocha, la cual puede haber ocurrido tan tarde como 1520. La lucha por estos territorios fue muy intensa, tal como lo indica el hecho que 106 de 184 pucaras incas conocidos están en el norte del Ecuador, una área relativamente pequeña comparada con el resto del imperio.

## El sitio arqueológico

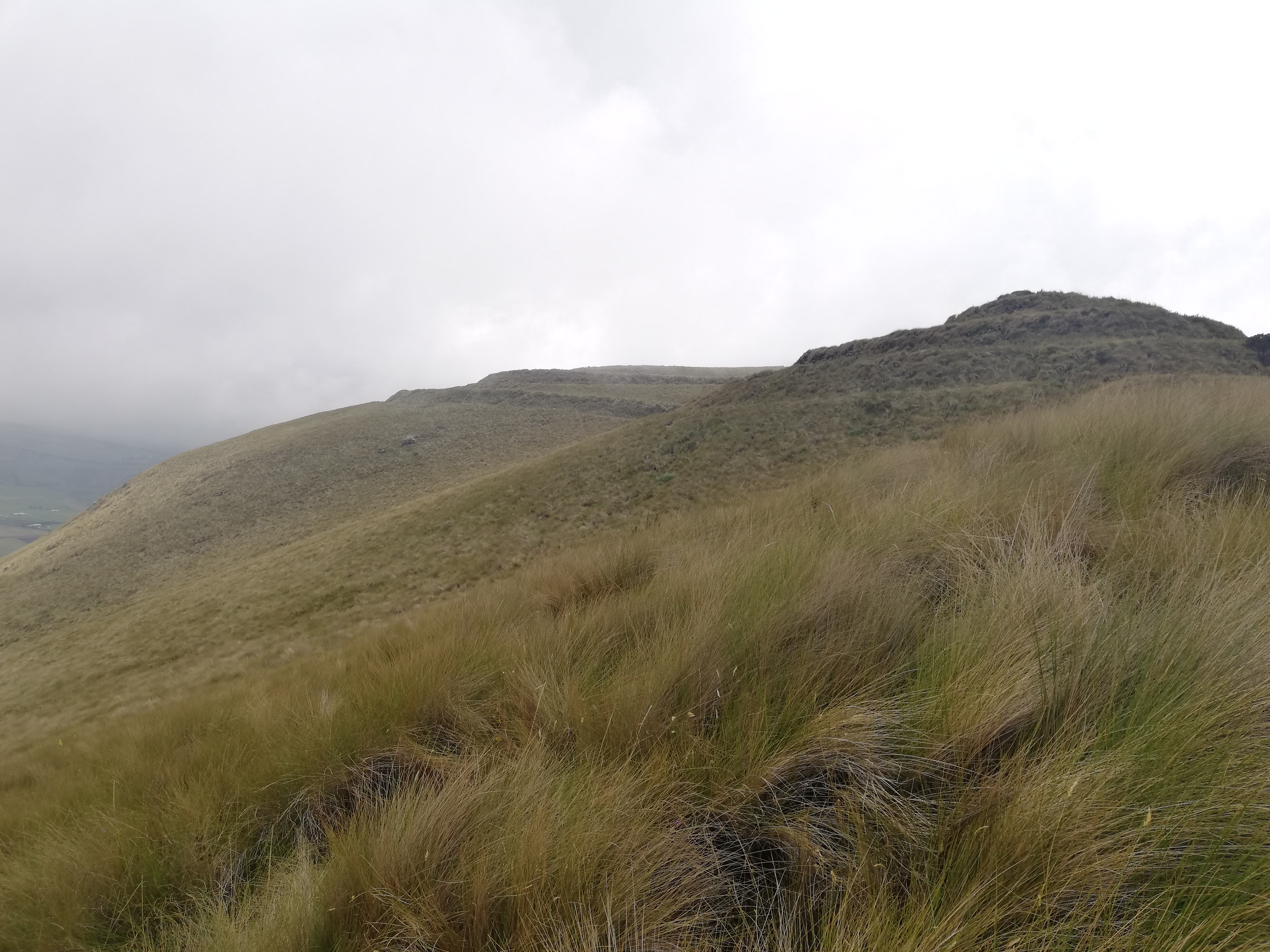
Pucará de Quitoloma.

El  Complejo de Pambamarca consta de 14 pucarás incaicos y estructuras relacionadas, esparcidos sobre un arco de 8 km de largo en las faldas del Volcán Pambamarca. Los pucarás están localizado en elevaciones de 3300 a 3780 m s. n. m. Aproximadamente 4 km al nordeste de los pucarás incas esta el perímetro defensivo Cayambi, que consta de dos pucarás que protegieron el valle del Río Pisque y Cayambe.  Entre los dos complejos de fortalezas hay un pucará de origen incierto.
La más conocida de las fortalezas de Pambamarca es Quitoloma, localizada al extremo sur del complejo, en una elevación de 3,780 metros sobre un cerro pequeño.  El nivel más alto del sitio consta de un ushnu y una terraza utilizada para ceremonias religiosas. El ushnu está rodeado por los restos de más de 100 edificios qué servidos como barracas, qollqas (almacenes), y edificios administrativos. El área habitada estuvo rodeada por tres muros concéntricas, cada cual aproximadamente 3 metros altura, a los cuales se podía acceder a través de las puertas defendidas por torres, fosos, y otras estructuras defensivas.  Probablemente Quitoloma fue un centro administrativo y sirvió tanto para llevar a cabo de la guerra conquista del País Caranqui como para defender la ciudad de Quito y el sitio  sagrado del Quinche. Los arqueólogos han encontrado armamento grandes cantidades de las piedras que fueron utilizadas en hondas y bolas esparcidas por el interior de los muros. Un Quapaq Ñan pasó por Quitoloma antes de continuar su camino hacia la cuenca Amazónica.